# Geversdorf
Geversdorf (dolnoniem. Geversdörp) – dzielnica gminy Cadenberge w Niemczech, w kraju związkowym Dolna Saksonia, w powiecie Cuxhaven, w gminie zbiorowej Land Hadeln. Do 31 października 2016 jako samodzielna gmina należała do gminy zbiorowej Am Dobrock